# شيري إبراهيم
شيري إبراهيم (بالملايوية: Sherry Ibrahim)‏ هي ممثلة ماليزية، ولدت في 3 أبريل 1983 في بيتالينغ جايا في ماليزيا.